# Lynn Haven
Lynn Haven ist eine Stadt im Bay County im US-Bundesstaat Florida. Das U.S. Census Bureau hat bei der Volkszählung 2020 eine Einwohnerzahl von 18.695 ermittelt.

## Geographie
Lynn Haven grenzt im Süden an die Stadt Panama City und liegt rund 140 Kilometer westlich von Tallahassee.

## Geschichte
1927 wurde Lynn Haven als Stadt anerkannt. 1928 baute man das erste Rathaus.

## Demographische Daten
Laut der Volkszählung 2010 verteilten sich die damaligen 18.493 Einwohner auf 8.266 Haushalte. Die Bevölkerungsdichte lag bei 876,4 Einw./km². 83,2 % der Bevölkerung bezeichneten sich als Weiße, 10,0 % als Afroamerikaner, 0,6 % als Indianer und 2,4 % als Asian Americans. 0,9 % gaben die Angehörigkeit zu einer anderen Ethnie und 2,9 % zu mehreren Ethnien an. 4,1 % der Bevölkerung bestand aus Hispanics oder Latinos.
Im Jahr 2010 lebten in 35,3 % aller Haushalte Kinder unter 18 Jahren sowie 23,2 % aller Haushalte Personen mit mindestens 65 Jahren. 68,8 % der Haushalte waren Familienhaushalte (bestehend aus verheirateten Paaren mit oder ohne Nachkommen bzw. einem Elternteil mit Nachkomme). Die durchschnittliche Größe eines Haushalts lag bei 2,45 Personen und die durchschnittliche Familiengröße bei 2,95 Personen.
33,7 % der Bevölkerung waren jünger als 20 Jahre, 25,6 % waren 20 bis 39 Jahre alt, 28,7 % waren 40 bis 59 Jahre alt und 18,1 % waren mindestens 60 Jahre alt. Das mittlere Alter betrug 38 Jahre. 47,4 % der Bevölkerung waren männlich und 52,6 % weiblich.
Das durchschnittliche Jahreseinkommen lag bei 57.122 $, dabei lebten 9,0 % der Bevölkerung unter der Armutsgrenze.
Im Jahr 2000 war Englisch die Muttersprache von 96,09 % der Bevölkerung, spanisch sprachen 2,46 % und 1,45 % hatten eine andere Muttersprache.

## Verkehr
Lynn Haven wird von den Florida State Roads 77 und 390 durchkreuzt.
Der Northwest Florida Beaches International Airport liegt rund 25 Kilometer nordwestlich der Stadt.

## Kriminalität
Die Kriminalitätsrate lag im Jahr 2010 mit 253 Punkten (US-Durchschnitt: 266 Punkte) im durchschnittlichen Bereich. Es gab eine Vergewaltigung, neun Raubüberfälle, 48 Körperverletzungen, 67 Einbrüche, 512 Diebstähle, 13 Autodiebstähle und eine Brandstiftung.